# Аймак
Айма́к (монг. аймаг, ст.-монг. ᠠᠶᠢᠮᠠᠭ, кирг. аймак) — монгольское и тюркское родоплеменное образование, современная административная единица в Монголии, ряде регионов России, автономном районе Внутренняя Монголия в КНР, в Кыргызстане.

## История
Постимперская и цинская Внешняя Монголия подразделялась на 4 аймака — Тушэту-ханов, Сайн-Нойон-ханов, Дзасагту-ханов и Сэцэн-ханов.
Территория калмыцких родов в Калмыцком ханстве (Россия) и Цинской империи подразделялась на аймаки. В Российской империи у калмыков улус состоял из нескольких аймаков (название рода), а аймак распадается на хотоны (семейства). В другом источнике указано что аймак означает часть улуса, управляемую зайсангом, или наследственным дворянином.
В XVIII веке у башкир существовало деление на аймаки — такие сведения в 1762 году приводил П. И. Рычков в своей книге «Топография Оренбургская».
В Бурятской АССР аймак административно-территориальная единица. Современные районы Республики Бурятия назывались аймаками с 1917 по 1977 годы.
С 1922 по 1963 годы аймаками назывались районы Горно-Алтайской автономной области.

## Современность
- Государство Монголия подразделяется на 21 аймак.
- В составе Китайской Народной Республики автономный район Внутренняя Монголия состоит из 3 аймаков (盟; мэн).
- В некоторых субъектах Российской Федерации муниципальные районы именуются аймаками на местных государственных языках:
  - в Республике Алтай на алтайском языке (алт. аймак).
  - в Республике Бурятия на бурятском языке (бур. аймаг).
  - в Республике Мордовия на мокшанском языке (мокш. аймак)[источник не указан 1077 дней].
  - в Республике Хакасия на хакасском языке (хак. аймах).
- С 2011 года в Кыргызстане айылный аймак — основная административно-территориальная единица третьего уровня административно-территориального деления республики[6].